# Tsonga (popolo)
Gli Tsonga sono un gruppo etnico bantu originario principalmente del Mozambico meridionale e del Sudafrica orientale. Parlano lo xiTsonga, una lingua bantu del sud. Un piccolo numero di Tsonga si trova anche nello Zimbabwe e nell'eSwatini settentrionale. Il popolo Tsonga del Sudafrica condivide parte della storia con il popolo Tsonga del Mozambico meridionale e ha pratiche culturali simili, ma differisce nei dialetti parlati.

## Storia

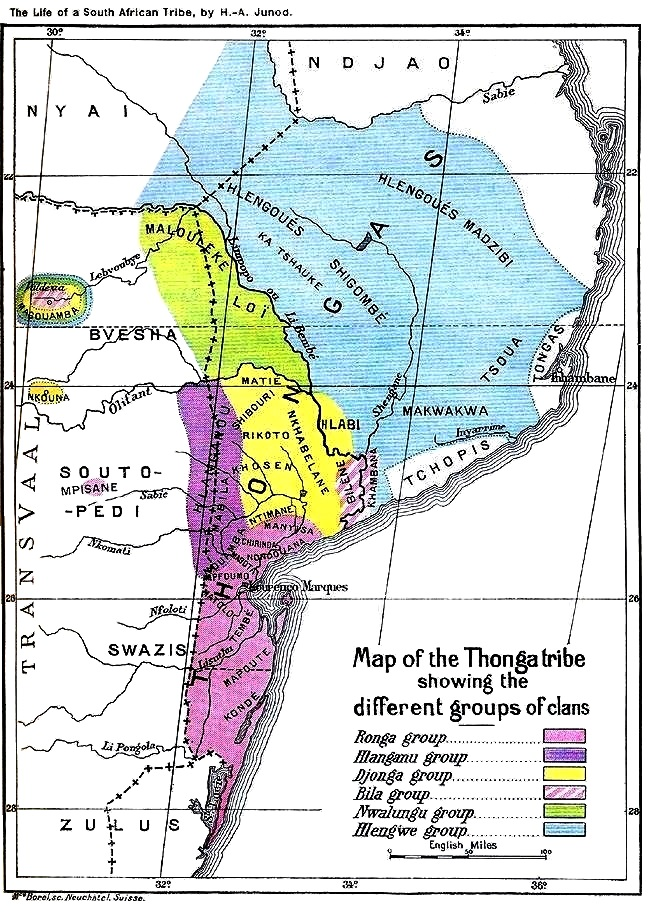
distribuzione delle tribù e dei dialetti tsonga

Prima dell'avvento del colonialismo portoghese e britannico, gli Tsonga occupavano vaste aree territoriali nel bacino del fiume Limpopo, ed estraevano tributi da coloro che attraversavano il loro territorio (pagare tributi significava garantire il passaggio o essere risparmiati dagli attacchi). Le tribù Tsonga operavano anche come una confederazione nel fornire reggimenti a diversi gruppi nella regione settentrionale del Transvaal durante i periodi di fondazione del Grande Zimbabwe ed erano impegnati nel commercio. Il popolo Tsonga ha l'antica usanza di guidare le proprie tribù con un leader tradizionale anziano, che è visto con uno status pari a quello di un re. Il popolo Tsonga vive secondo queste usanze da secoli e, secondo un loro detto, "la regalità non oltrepassa i confini territoriali o familiari".
All'interno del Sudafrica dell'apartheid, una "homeland" degli Tsonga, il Gazankulu Bantustan, fu creata da una parte della provincia settentrionale del Transvaal (ora province di Limpopo e Mpumalanga) durante gli anni '60 e ottenne lo status di autogoverno nel 1973. L'economia di questo bantustan dipendeva in gran parte dall'oro e da un piccolo settore manifatturiero. Tuttavia, si stima che solo 500.000 persone, meno della metà della popolazione Tsonga del Sudafrica, abbiano vissuto lì. Molti altri si unirono ai residenti delle township provenienti da altre parti del Sudafrica attorno ai centri urbani, in particolare Johannesburg e Pretoria.

## Economia
L'economia tradizionale degli Tsonga è basata su agricoltura mista e pastorizia. La manioca è l'alimento base; si coltivano anche mais, miglio, sorgo e altre colture. Tradizionalmente le donne svolgono gran parte del lavoro agricolo, mentre gli uomini e i ragazzi si prendono cura degli animali domestici (mucche, pecore e capre), anche se oggi alcuni uomini sono impegnati nella coltivazione 
di raccolti da reddito.